# Västerdalarna
Västerdalarna är det område i landskapet Dalarna som omger Västerdalälven och utgör den västra delen av Övre Dalarna.
Det tidigaste omnämnandet av Västerdalarna är ett dokument från Skänninge möte 1248. Västerdalarna ingick då i Västerås stift.
Under medeltiden bestod Västerdalarna av socknarna Lima, Malung, Nås, Järna och Floda. Senare utbröts Transtrand (från Lima), Säfsnäs (från Nås) och Äppelbo (från Järna) som egna socknar.
Södra delen av Äppelbo socken överfördes under 1800-talet till Rämmens socken i Värmland.

## Kommuner
- Malung-Sälens kommun
- Vansbro kommun
- del av Gagnefs kommun (Floda socken)
- del av Ludvika kommun (Säfsnäs socken)
- del av Filipstads kommun (norra Rämmens socken, f.d. södra delen av Äppelbo socken)

## Socknar
- Övre Västerdalarna
  - Lima socken
  - Malungs socken
  - Transtrands socken
- Nedre Västerdalarna
  - Floda socken
  - Järna socken
  - Nås socken
  - Säfsnäs socken
  - Äppelbo socken
  - del av Rämmens socken

## Finnmarker
- Floda finnmark
- Järna finnmark
- Malungs finnmark
- Nås finnmark (inkl. Säfsnäs socken)
- Äppelbo finnmark (inkl. norra Rämmens socken)